# Joseph Csaky
Joseph Csaky (József Alexandre Csaky, également écrit Csáky József et József Csáky ; Szeged, 18 mars 1888 - Paris 18e, 1er mai 1971) était un artiste avant-gardiste hongrois; sculpteur, et artiste graphique, connu pour sa participation dans le mouvement cubiste. Joseph Csaky a été l'un des premiers sculpteurs parisiens a appliquer les principes du cubisme pictural à son art, et donc un pionnier de la sculpture moderne. Il était un membre actif du groupe de Puteaux (également connu sous l’appellation Section d’Or) entre 1911 et 1914, et étroitement associée avec de Stijl et le purisme tout au long des années 1920. Csaky a combattu aux côtés des soldats français pendant la Première Guerre mondiale et est devenu citoyen naturalisé français en 1922. Il était un membre fondateur de l'Union des artistes modernes (UAM) en 1929. Au cours de la Seconde Guerre mondiale Csaky s'unit avec la résistance française à Valençay. Plus tard dans sa carrière Csaky a tourné vers un style plus figuratif ou représentatif.

## Biographie

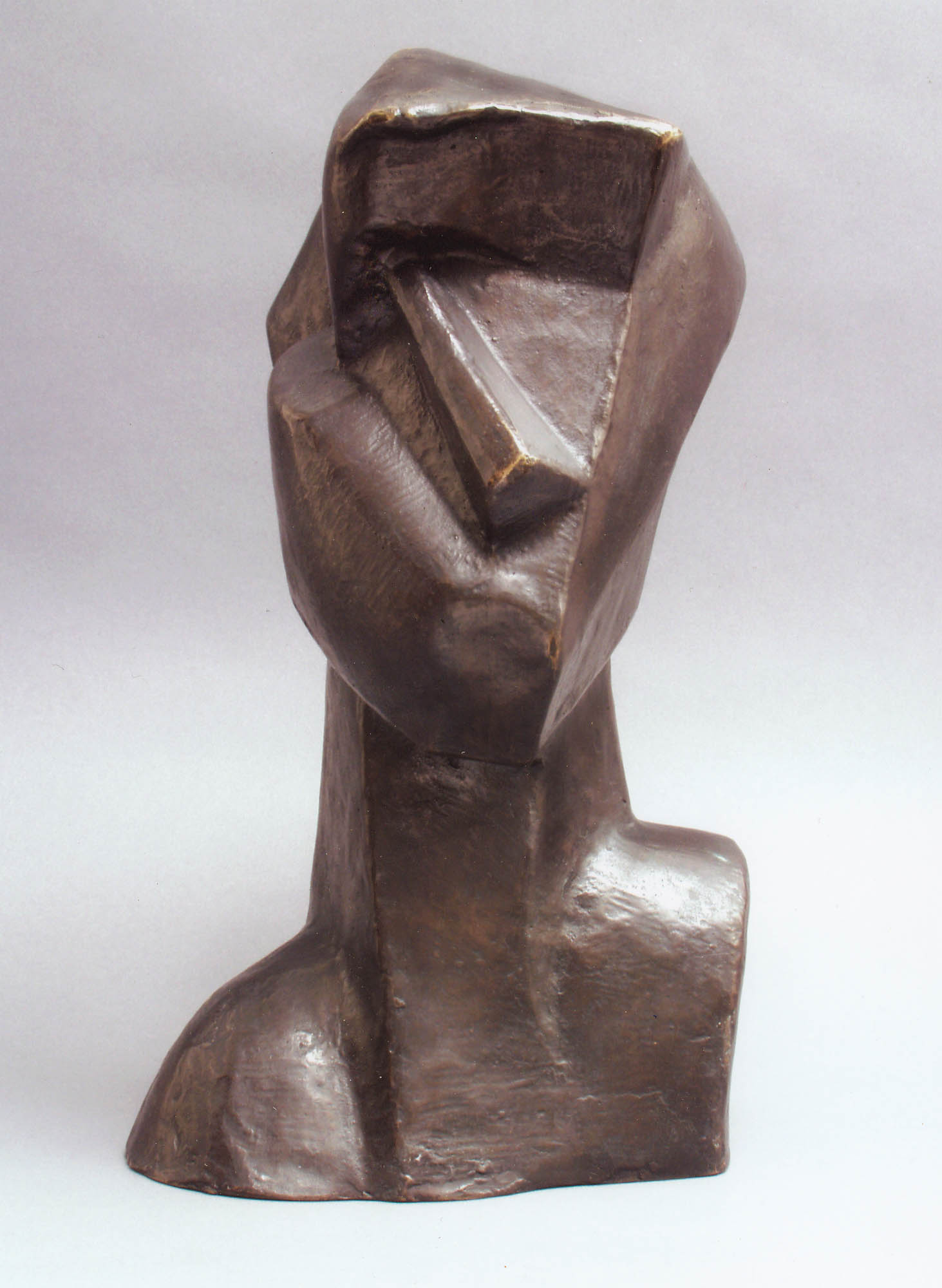
Joseph Csaky, Tete, 1914, Centre M.T. Abraham

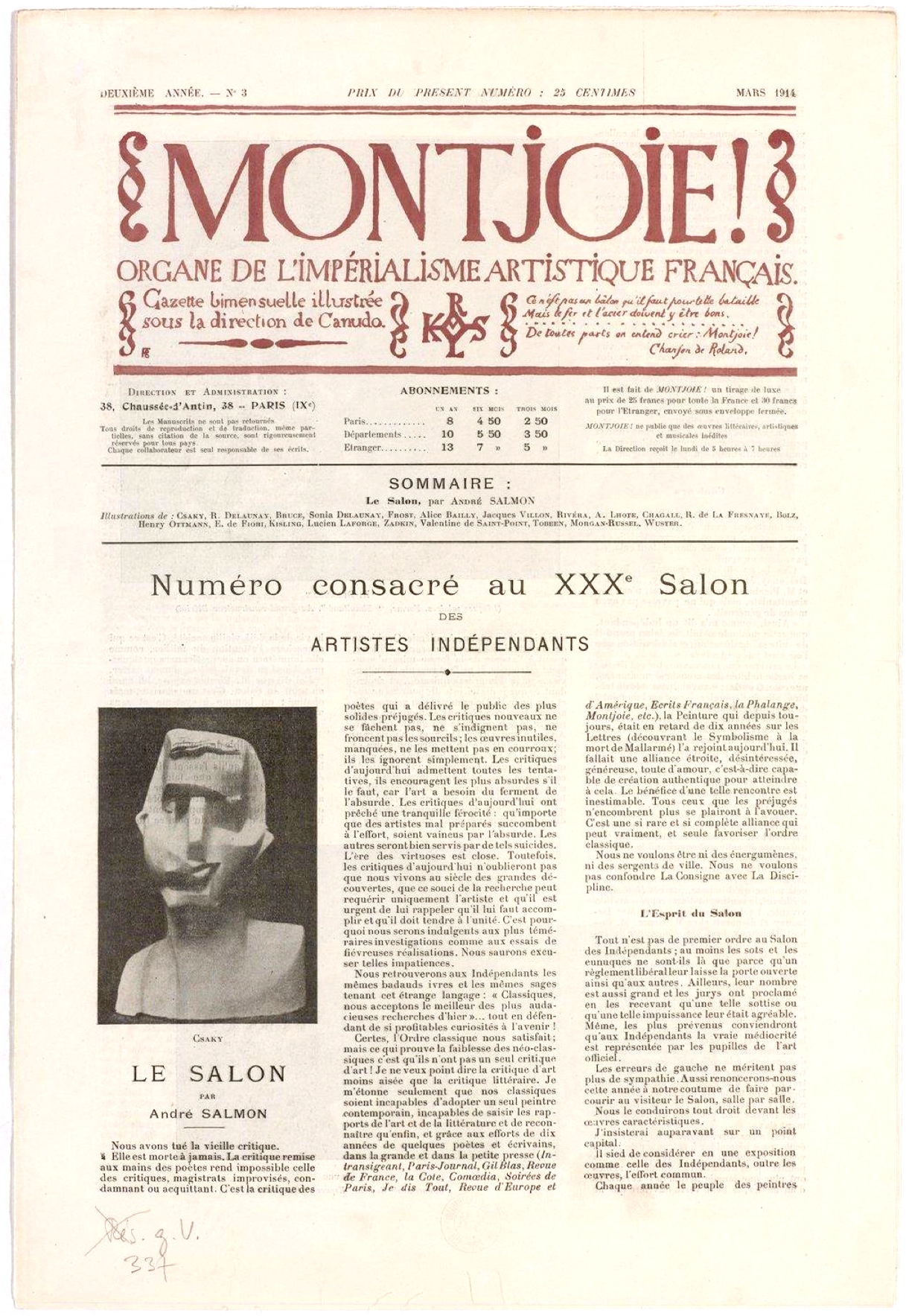
Montjoie, Ricciotto Canudo, André Salmon, sculpture de Joseph Csaky, 18 mars, 1914

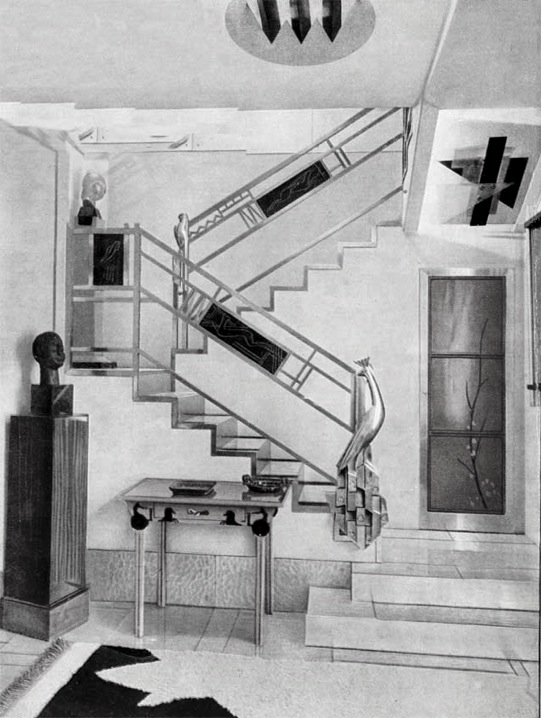
L'hôtel particulier de Jacques Doucet, 33 rue Saint-James, Neuilly-sur-Seine, 1929. Joseph Csaky a conçu l'escalier, Henri Laurens la fontaine, Jacques Lipchitz le manteau de la cheminée, Louis Marcoussis un tapis cubiste. Le sculpteur Gustave Miklos et d'autres ont collaboré à la décoration du studio

József Alexandre Csáky entre à l’École Supérieure des Arts Décoratifs de Budapest à quatorze ans. Cette formation classique ne lui convenant pas. Deux ans plus tard Csaky quittait l’école et s’engageait sur des chantiers de construction pour y apprendre la technique de la taille directe sur pierre. Durant l’été 1908 entreprenant de partir à Paris afin de poursuivre sa carrière, il y arrive à la gare de l’Est avec 40 Francs en poche et s’installe à Montparnasse, cité Falguière dans le quartier Necker, chez des amis hongrois. En 1909 Csaky emménage à La Ruche. Henri Laurens et Fernand Léger venaient d’en partir, tandis qu'Alexandre Archipenko et Gustave Miklos allait le rejoindre en 1911. Csaky expose pour la première fois en 1910 au salon de la Société nationale des beaux-arts (Tête de femme, Portrait de Jeanne).
En 1911, à ce même Salon, il exposera un portrait de Mademoiselle Douell. Au Salon d'automne, quelques mois plus tard, il présentera une Tête d’adolescent, premier autoportrait d’une série qu’il devait développer jusqu’à la Tête cubiste de 1914 dont la pierre se trouve aujourd’hui dans les collections du Musée national d'art moderne (MNAM) centre Georges-Pompidou. En compagnie Jean Metzinger, Albert Gleizes, Juan Gris, Fernand Léger, Francis Picabia, Constantin Brâncuși et Alexandre Archipenko, Csaky avait participé au Salon de la Section d'Or (1912). Après le scandale provoqué par la salle des Cubistes au Salon d'automne de 1912 où Csaky avait exposé Groupe de trois femmes, il n’étant plus accepté pour y exposer à nouveau. Csaky avait présenté avec succès Figure habillée au Salon des indépendants de 1913. En 1914 dans ce même salon, s’articulaient en volumes cubistes des plus agressifs, Csaky a exposé Tête de femme et Tête d’homme.
En 1914 Joseph Csaky s’engage dans l’armée française (régiment des volontaires étrangers). Sa production artistique ne reprenant qu’en 1919 après qu’il eut fait la connaissance de Léonce Rosenberg, directeur de la Galerie de L'Effort moderne. En 1919, alors qu’il a déjà acheté le plâtre de Figure habillée (1913), Léonce Rosenberg proposait un contrat d’exclusivité à Csaky. Léonce Rosenberg voyait en lui un grand artiste cubiste dont les œuvres lui apparaissaient porteuses d’une forte originalité. Les expositions initiées par Rosenberg autour de son travail obtenant de plus en plus de succès, ses œuvres sont acquises par de grands collectionneurs tant européens qu’américains.
Obtenant la nationalité française le 29 mars 1922, József Csáky est conduit à franciser son nom en Joseph Csaky qu’il exposera jusqu’à la fin de sa vie. À partir de 1923, Csaky simplifie les formes jusqu’à n’exprimer que les lignes de force du modèle tout en les géométrisant dans une interprétation cubiste, sculptés en pierre ou en marbre afin d’en accentuer la force représentative. Après 1924, souhaitant désormais travailler sans contraintes, Csaky ne renouvelle pas son contrat avec Rosenberg. Le marchand continuera néanmoins à promouvoir l'œuvre de Csaky au travers de sa revue Le bulletin de l’Effort Moderne dans laquelle, au fil des années, une place particulière sera toujours réservée aux sculptures de son protégé.
À partir de 1928 Csaky décide de s’en détacher du cubisme, abandonnant les compositions abstraites géométrisées pour retourner vers des formes figuratives simplifiées, s’attachant plus spécifiquement à représenter les corps de femmes, dont les formes voluptueuses sont couvertes d’élégants drapés géométriquement développés, en actualisent l’interprétation figurative. Présentant ses nouvelles œuvres au Salon des Tuileries, dont Le Sommeil (pierre), il reçoit un accueil favorable des journalistes, qui encouragent sa démarche et rédigent sur lui de nombreux articles dans lesquels son travail est cité et apprécié par Waldemar George, célèbre critique d’art lui consacrant en 1930 une importante monographie. Léonce Rosenberg continue à lui achèter quelques-unes de ses dernières œuvres figuratives pour décorer son appartement aménager par René Herbst.
En 1930, l'Union des artistes modernes (U.A.M.) voit le jour. Csáky, en tant que membre fondateur, participe à leur première exposition ouverte au Pavillon de Marsan, Musée des arts décoratifs de Paris. À ses côtés, se trouvent des œuvres de Gustave Miklos, des frères Jean et Joël Martel, de Jean Lambert-Rucki, qui s’inscrivent dans une veine similaire à la sienne, tout autant appréciée des critiques d’art que du public. Sollicité par des galeries européennes pour venir y présenter ses œuvres, Csaky est décrit dans la presse étrangère comme un des meilleurs représentants de la sculpture moderne française. Pour l’Exposition Internationale des Arts et Techniques dans la Vie Moderne (Paris, 1937), Csaky est sollicité pour réaliser un certain nombre de commandes monumentales tant pour l’esplanade du Pavillon de l’U.A.M. que pour l’intérieur du Pavillon de l’élégance ou les extérieurs d’autres bâtiments érigés à cette occasion. Csaky participe à l’exposition Le cubisme, 1907-1914 (30 janvier-9 avril 1953) organisée par le musée national d'art moderne dans laquelle il expose deux plâtres, un buste Tête d’adolescent de 1911 et Figure habillée de 1913. L’État français lui commandant une version en bronze de Figure habillée pour les collections nationales.
En 1969 Jean Cassou organise un Comité d’aide à Csáky, afin de vendre aux enchères publiques quelques-unes des œuvres d’artistes amis. Le 1er mai 1971, Csaky meurt à l'Hôpital Bichat dans le 18e arrondissement de Paris.

## Quelques dates importantes
- Il s'installe à Paris (1908) pour réaliser son œuvre.
- Est influencé par le cubisme (1910-1911).
- Salon de la Société nationale des beaux-arts (1910)
- Première œuvre cubiste (1911)
- Salon des indépendants de 1911 avec Jean Metzinger, Marcel Duchamp, Albert Gleizes, Marie Laurencin, Roger de La Fresnaye, Fernand Léger et Francis Picabia.
- Salon d'automne (1911) avec Metzinger, Henri Le Fauconnier, Fernand Léger, Modigliani, André Lhote, Jacques Villon et Alexandre Archipenko.
- Salon des indépendants de 1912 avec Archipenko, Constantin Brâncuși, Ossip Zadkine, Duchamp, Wilhelm Lehmbruck, Robert Delaunay, Albert Gleizes, Juan Gris, La Fresnaye, Marie Laurencin, Le Fauconnier, Léger, Lhote, Piet Mondrian, Alfréd Réth et Diego Rivera.
- Salon d'Automne (1912) avec Duchamp, Duchamp-Villon, Gleizes, La Fresnaye, Le Fauconnier, Léger, Lhote, Marcoussis, Metzinger, Picabia, Villon and František Kupka.
- Salon de la Section d'Or (1912), Galerie La Boétie, Paris
- Galerie de L'Effort moderne (1920-1927) Léonce Rosenberg
- Travaille avec Jacques Doucet (1927).
- Membre fondateur de l'Union des artistes modernes (UAM), en 1929.
- Participe à l'exposition internationale de 1937.

## Œuvres

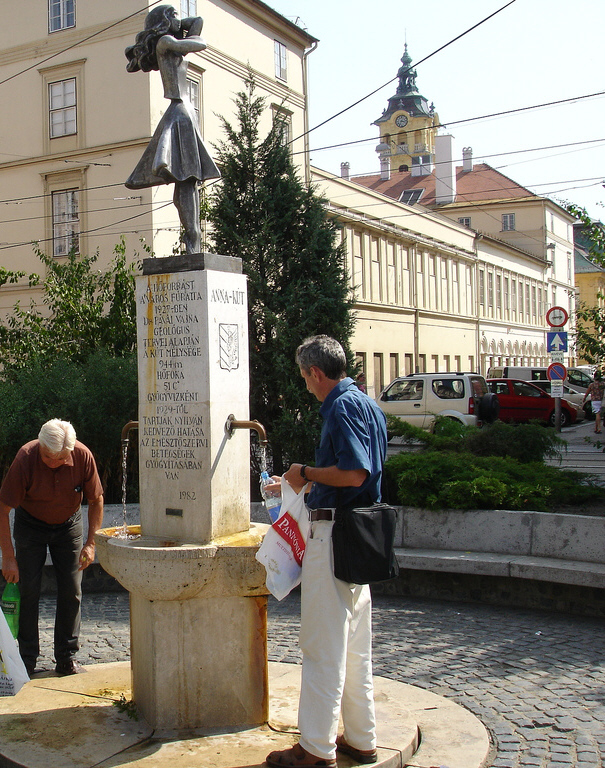
La Danseuse, Szeged (Hongrie)

- Femme et enfant (1909), collection Zborovsky
- Tête de femme de profil (1909), Société National des Beaux-Arts, 1910, Paris
- Tête de femme de face (1909)
- Tête de femme, Portrait de Jeanne (1910)
- Portrait de Gustave Miklos (1910)
- Tête d'Adolescent (1910)
- Tête d'homme, Autoportrait (1911), Salon d'Automne, 1911, Paris
- Danseuse (en) (1912), Salon d'Automne, 1912, Paris
- Groupe de femmes (en) (1911-1912) (1911-1912), Salon d'Automne, 1912, Salon des indépendants de 1913, Paris
- Tête d'homme, Autoportrait (1912)
- Tête de femme, Buste de femme (1912), Salon des indépendants de 1913, Paris
- Danseuse, Femme à l'éventail, Femme à la cruche (1912), Salon d'Automne, 1912, Paris
- Figure de Femme Debout, Figure Habillée (1913), Musée National d'Art Moderne, Solomon Guggenheim Museum New York
- Portrait d'homme, Tête (1913)
- Tête (1914), Musée National d'Art Moderne, Centre Georges-Pompidou, Paris, Musée d'Art et d'Industrie de Saint-Étienne
- Tête (1914), Musée national des beaux-arts du Québec[6]
- Composition cubiste (1919) Musée d'Art moderne et d'Art contemporain de la Ville de Liège (MAMAC)
- Tête Cubiste (1920)
- Deux figures (1920), Relief, Kröller-Müller Museum, Otterlo, Holland
- Tête (1923), Kröller-Müller Museum, Otterlo, Holland
- Figure perlée (1923)
- Mère et enfant (1926)
- Femme au panier sur l'épaule, dit aussi Femme nue au panier (1928)
- Nu allongé, (1928), conservé au musée d'art moderne de Troyes (n° inv. : MNPL 1581)
- Mère et jeune enfant, (1930), 160 cm: Les Musées Nationaux, circa 1950. Parc du Bouchet, Le Chambon-Feugerolles. Dans cette photo il est démontré être lourdement endommagés.
- Colonne commémorative de François II Rákóczi (1937) à Yerres
- La Danseuse (1940–1959), Szeged, Kálvin tér, Anna-kút
- deux bas-reliefs (1952), Ecole Delpech, Amiens[7].

## Expositions
- Salon de la Société nationale des beaux-arts, 1910–1911
- Salon d'Automne, 1911, 1912, 1945, 1949
- Salon des indépendants, 1911, 1912, 1913, 1914, 1920, 1923
- Salon de la Section d'Or, Galerie La Boétie, Octobre 1912
- Galerie l'Effort Moderne, Léonce Rosenberg, Les Maîtres du Cubisme, Paris, 1921, 1924
- Salon des artistes décorateurs, 1924
- Salon des Tuileries, 1928, 1929
- Reid & Lefevre Art Gallery, Londres, 1930
- Exposition de l'Union des Artistes Modernes, 1930, 1931, 1937, 1955
- Museum Heilbronn, Museum, Saarbrücken, 1932
- Galerie Casperi, München, Galerie Valentien, Stuttgart, 1933
- Ernst Múzeum, Budapest, 1936
- L'Exposition Internationale « Arts et Techniques dans la Vie moderne » (Expositions universelles de Paris), 1937
- Palais des Beaux-Arts, Brussels, Cent Ans de Sculpture Française, 1933–1939, 1940
- Volksuniversiteit, Rotterdam, Holland, 1949
- Centraal Museum, Utrecht, Holland, 1950
- Musée municipal de La Haye, Holland, 1953
- Musée National d’Art Moderne, Paris, Le Cubisme, 1953
- Musée d'Art et d'Industrie de Saint-Étienne, L'Art de l'Afrique Noire, 1956
- Csáky Retrospective Exhibition (Kulturális Kapcsolatok Intézete), Budapest, Hungary, 1959
- Musée d'Art et d'Industrie de Saint-Étienne, Cent sculptures de Daumier à nos jours, 1960
- Musée d'Ixelles, Palais des beaux-arts, Charleroi, Tournai, Luxembourg, De Maillol à nos Jours: 120 sculptures et dessins du Musée National d'Art Moderne de Paris, 1960
- Athènes, Biennale en plein air, Panathénées de la Sculpture, Sept.-Nov., 1965
- Deutsche Gesellschaft für bildende Kunst, Berlin, Avant-Garde, 1910-1930 Osteurops, 1967
- Minneapolis Institute of Arts, Art Deco, Juillet–Septembre 1971
- Metropolitan Museum of Art, New York, 1971
- Los Angeles County Museum of Art, 1971
- Museu de Arte Contemporanea de USP, São Paulo, Tendencias de Escultura Moderna, W. Zanini, 1971
- Tate Gallery, London. "Leger and Purist Paris," 18 novembre 1970-24 janvier 1971
- Hayward Gallery, London, Pioneers of Modern Sculpture, 20 July - 23 septembre 1973
- Galerie Dépôt 15, Paris, Csaky, 15 October-30 novembre 1973
- Galerie des Beaux-Arts, Bordeaux, Les Cubistes, 4 May-1er septembre 1973
- Musée d'Art Moderne de la Ville de Paris, Les Cubistes, 26 septembre-10 novembre 1973
- Palais des Arts et de la Culture, Brest, La Sculpture et le Cubisme, 1976
- Musée Bourdelle, Trois Sculpteurs des Années 30, Gargalo-Csaky-Lambert Rucki, Juin-Sept. 1977
- Grand Palais, Paris, L'Art Moderne dans les Musées de Province, 1977
- Orangerie des Tuileries, Paris, Donation Pierre Lévy, 16 février-16 avril 1978
- Musée Rodin, Paris, Formes Humaines, neuvième biennale de sculpture contemporaine - Hommage a Csaky, 3–30 juin 1980
- Fondation Maeght, Saint-Paul de Vence, Sculpture du XXe siècle 1900-1945: Tradition et rupture, 4 juillet-4 octobre 1981
- Kubismus, Kunsthalle, Cologne, Germany, 1982
- Musée d’Art Moderne de la Ville de Troyes, Csaky, Sculptures Dessins, 26 juin-15 septembre 1986
- Galerie René Reichard, Frankfurt, Joseph Csaky 1888-1971, Kubistische und Nachkubistische Skulpturen 1913-1950, 12/10 - 3/12 1988
- Galerie Berès, Au Temps des Cubistes, Oct. 2006 – Jan. 2007
- Solomon Guggenheim Museum New York collection, acquired 1977, and the Modern Art Gallery in Saarbrücken collection, Figure de Femme Debout, or Figure Habillée (1913)
- Musée d´Art Moderne de la Ville de Paris - MAM/ARC, L'école de Paris, 1904-1929 - La part de l'Autre, 2000
- Kröller-Müller Museum, Otterlo, Helenes Favourites, 2004
- Palazzo dei Diamanti, Ferrara (FE), Il Cubismo. Rivoluzione e tradizione, 2004
- MODEM Centre for Modern and Contemporary Arts, Debrecen, Ninety-Nine Years - The Antal-Lusztig Collection in the Modem, 2006
- Galería Leandro Navarro, Madrid, Los tiempos del Cubismo, 2007
- MODEM Centre for Modern and Contemporary Arts, Debrecen, Body language - Antal-Lusztig collection II., 2007
- Janos Gat Gallery, New York City, NY, Hungarian Modernism, 2010
- Hollis Taggart Galleries, New York City, NY, Modernist Works from a California Collection, 2010